# A szerelem hullámhosszán (Edda-album)
A szerelem hullámhosszán az Edda Művek együttes 2006-ban megjelent válogatáslemeze. Címét és koncepcióját a Sláger Rádió azonos című, Vas Maya által vezetett műsora adta.
A lemezre nem kerültek fel új számok, azonban több dalt újra felvettek és korszerűsítették a hangzásukat. Valamennyi dal témája a szerelem körül forog, ezt jelképezi a borító is, melyen egy bakancsos női láb látható, előtte egy csokor rózsával. Az újra rögzített dalok közül az "Érzés"-t és az "Éjjel érkezem"-et rendszeresen játszotta a Sláger Rádió.

## Számok listája
| #  | Cím                | Szerző                                          | Hossz | Felvétel                         |
| -- | ------------------ | ----------------------------------------------- | ----- | -------------------------------- |
| 1  | Érzés              | Barta Alfonz – Pataky Attila – Slamovits István | 4:44  | Új felvétel                      |
| 2  | Éjjel érkezem      | EDDA – Pataky                                   | 6:06  | Új felvétel                      |
| 3  | Amikor még         | Pataky Attila – Gömöry Zsolt                    | 5:13  | Új felvétel                      |
| 4  | Újra láttalak      | Pataky Attila – Gömöry Zsolt                    | 6:00  | Új énekfelvétel                  |
| 5  | Ma minden más      | Pataky Attila                                   | 4:07  | Új felvétel, Keresztes Ildikóval |
| 6  | Utolsó érintés     | Pataky Attila                                   | 5:19  | Hangszerileg kibővített          |
| 7  | Egyedül maradtunk  | Pataky Attila – Gömöry Zsolt                    | 6:25  | Hangszerileg kibővített          |
| 8  | Sziklaszív         | Pataky Attila                                   | 5:07  | Hangszerileg kibővített          |
| 9  | Egyedül Blues      | Alapi István -Pataky Attila                     | 5:20  | Hangszerileg kibővített          |
| 10 | Egy álom elég      | Pataky Attila – Gömöry Zsolt – Szima            | 5:08  | Hangszerileg kibővített          |
| 11 | Nekem nem kell más | Pataky Attila – Gömöry Zsolt                    | 4:59  | Hangszerileg kibővített          |
| 12 | Ha jön a magány    | Pataky Attila – Gömöry Zsolt                    | 4:59  | Hangszerileg kibővített          |
| 13 | Szerelem virága    | Pataky Attila – Gömöry Zsolt                    | 4:26  | Hangszerileg kibővített          |
| 14 | A világ közepén    | Gömöry Zsolt – Pataky Attila                    | 5:38  |                                  |
| 15 | Elmondom majd      | Gömöry Zsolt – Pataky Attila                    | 4:50  |                                  |

## Az együttes felállása
- Alapi István – szólógitár
- Gömöry Zsolt – billentyűs hangszerek
- Hetényi Zoltán – dob, ütőhangszerek
- Kicska László – basszusgitár
- Pataky Attila – ének